# Csébi Pogány család

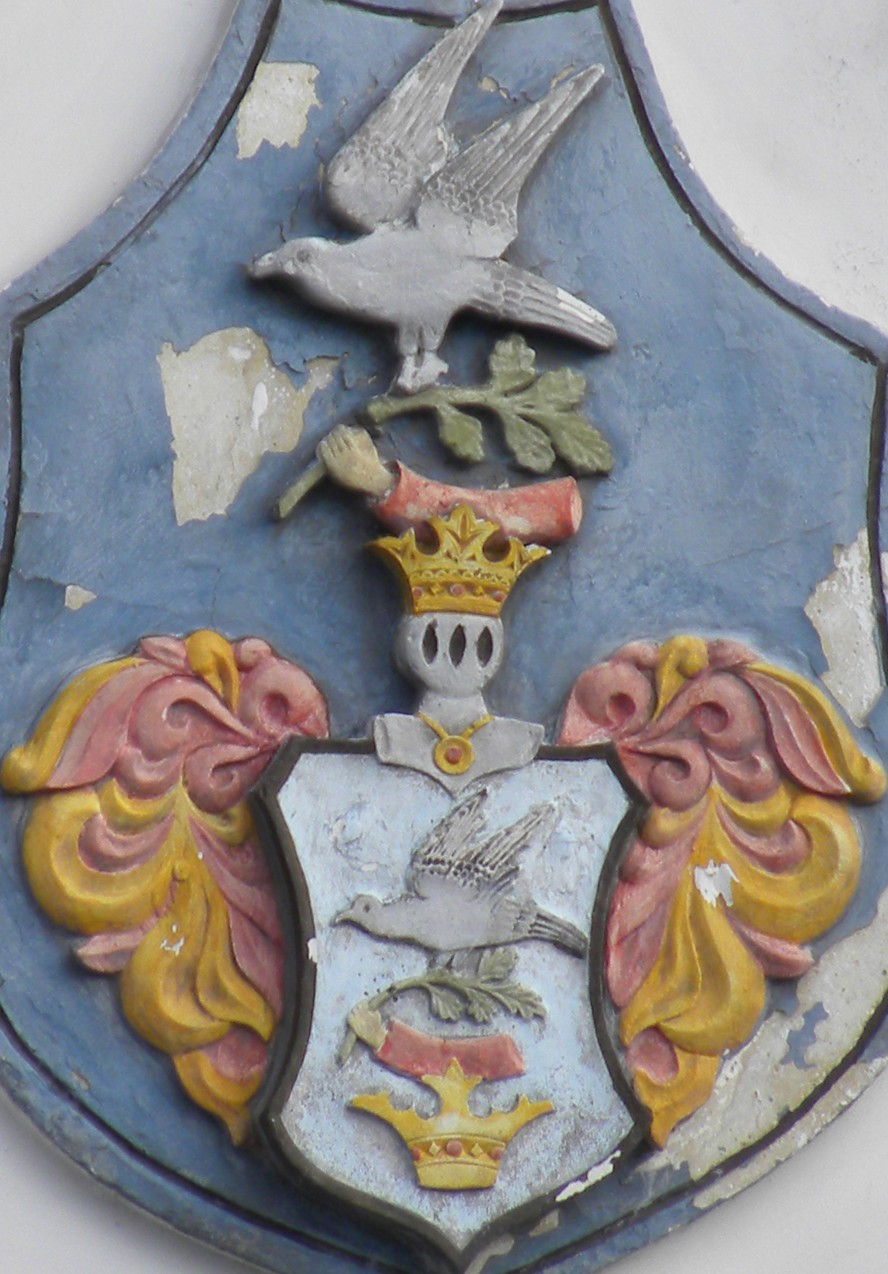
A csébi Pogány család címere (ezt a változatot minden valószínűséggel a 17. századtól kezdte használni a család). Csébi Pogány Alajos dunakiliti kúriájánál.

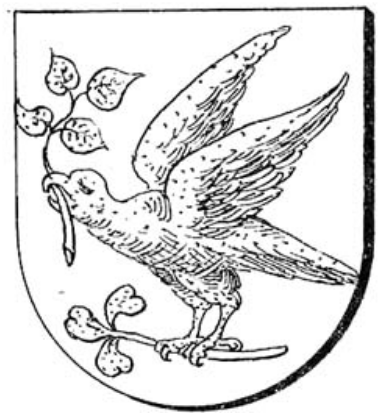
A csébi Pogány család középkori címere (a rajz a Siebmacher féle címeres könyvből való).

A csébi Pogány család egy ősrégi Zala vármegyei eredetű nemesi család, amely az évszázadok során több vármegyére terjedt ki.

## A család története

### A zalai ág
A legkorábbi ismert őse a családnak, Enyerei Herczeg, akinek a fia Enyerei Imre (fl. 1279-1324) a 13. század végén és a 14. század elején élt. Enyerei Imre első feltűnése 1273-ból való, azon csaták egyikében, melyet IV. László magyar király a II. Ottokár cseh király ellen viselt. Imre ahhoz sereghez tartozott, melyet Kőszegi Nagy Henrik bán fia, Kőszegi János gróf vezetett, és melynek különös feladata volt a soproni végeket oltalmazni. E hadjáratban maga László király is jelen volt, mert az 1279-ben kelt adománylevél azt tartja, hogy Enyerei Imre mester, "noha e csatában maga is keményen megsebesült, mégis az ellenség közül egy vitézt foglyúl vitt a király elébe." E vitézség jutalmául László király Enyerei Imrének (és vele együtt Dénes mesternek Tamás gróf fiának közösen) ajándékozza Zala vármegyében Apsa földét, kivévén (eximendo) azt előbb Zalavár hatósága alól, mint puszta helyet. A birtokba iktatást a veszprémi káptalan teljesítette még azon évben; a megosztást pedig az adományosok között a türjei convent szintén 1279-ben.
1326 április 7.-én Károly Róbert magyar király Enyerei Imre fiának, Enyerei Miklósnak (fl. 1324-1328) és testvéreinek (Tamásnak, Andrásnak és Istvánnak) adományozott egy sisakdíszt (ma a Magyar Nemzeti Levéltárban, HU-MNL-VaML-XV.6.-DL 1006 jelzettel), amelyen szerepelt egy arany sólyom, kiterjesztett fehér szárnyakkal, alatta aranyozott lóhere, csőrében aranyleveles ág (adománylevél, 5.-7. sor: ... cristam inferius descriptam, quae vulgo cymer dicitur, in forma avis scilicet falconis aurei habentis distensas blancas alas sub quibus folia deaurata in modum herbe vulgo luhere dicte pendent super cuius falconis nasum viridis ramusculus erectus existit folia habens aurea...); ez majd a csébi Pogány család címerének a pajzs alakjává vált. Ez volt a legkorábbi magyar címeradomány, amely ekkor még csak sisakdíszadomány formában létezett. Enyerei Imre fia, Enyerei András (fl. 1324) vitte tovább a családot, és az ő unokája, Enyerei Péter (fl. 1328) fia, Enyerei István volt az első aki a "Pogány" vezetéknevet vette fel: ilyen módon Pogány Istvánként (fl. 1379-1400) szerepelt; 1400-ban "magister"-ként szerepelt. A csébi Pogány családnak a törzsbirtokai a Zala vármegyei Csében és Salomváron feküdtek.
Pogány Istvánnak a több gyermeke közül Pogány I. Péter volt, aki tovább vitte a családot: Pogány I. Péter 1412. november 4. és 1415. augusztus 23. Zala vármegye alispánja volt. Az ő feleségétől, Katalintól, született a fia csébi Pogány Dénes, akinek majd a fia csébi Pogány II. Péter, királyi udvarmester volt 1499-ben, sembergi kapitány 1486-ban, majd Pozsony vármegye főispánja 1495 és 1500 között. Hunyadi Mátyás magyar király korában az udvar utazásának csebi Pogány II. Péter, a király fő udvarmestere volt a fő szervezője és irányítója. Másrészt, Pogány I. Péter és neje Katalinnak egy másik fia csébi Pogány Imre (fl. 1458–1475) volt, aki pallosjogot szerzett 1458-ban. A zalalövői falut a testvérek, Pogány Dénes (fl. 1427-1488) és Pogány Imre, 1470-ben kapták az uralkodótól és kezdetben közösen birtokolták. Pogány Imre felesége az Osl nemzetségből való herbotyai Osl Borbála (fl. 1455–1475) lett, herbotyai Osl János és az alsólendvai Bánffy családból való alsólendvai Bánffy Katalin lánya; ugyanakkor leszármazottja volt Osl nembeli I. Herbord főlovász és főétekfogó mesternek és Hahót nembeli Lendvai Miklós Horvát-Dalmát bánnak. A házasságukból három fiú született: csébi Pogány György, akinek a felesége szenterzsébeti Terjék Dorottya, Terjék László és ákosfalvi Sárkány Veronika lánya; csébi Pogány János és csébi Pogány Zsigmond máramarosi sókamaraispán. Pogány Zsigmond, királyi zászlótartó, majd a királyi tábla ülnöke is volt, és élete utolsó éveit ismét Zalában töltötte be a máramarosi hivatala után; 1526-ban a mohácsi csatában esett el. Zsigmondnak két felesége volt: Az elsőtől a fiú gyermekei születtek, a második viszont a nála jóval rangosabb Várdai Fruzsina volt, akit 1516-ban vett el.
Pogány János egyetlen leánya csébi Pogány Sára (fl. 1535-1567), akinek a férje, polyanai Brodarics Mátyás (fl. 1516-1549) királyi kamarás, Máramarosi sókamaraispán. Fivére, Brodarics István kancellár. Brodarics Mátyás 1547-ben máramarosi sókamaraispán volt; Brodarics Mátyás és Pogány Sára házasságából két leány született: Brodarics Klára, osztopáni Perneszy Farkasné és Brodarics Katalin, osztopáni Perneszy Andrásné. A két Brodarics asszony révén az osztopáni Perneszy család földbirtokos lett Zalában, és sok évszázadon keresztül igen befolyásos tisztségeket és szerepet töltöttek be a vármegyében. A már férjnél két leánygyermekes özvegy Brodarics Mátyásné Pogány Sára az 1560-as években önállóan indított pereskedést, hogy a csébi Pogány család birtokait ivadékai számára szerezze meg. 1561-ben kérte I. Ferdinánd magyar királytól, hogy neki adja (ad cautelam) megőrzéséről gondoskodva, a családra vonatkozó összes okleveleket a földbirtokokról. Ezért az igényért, természetesen a három igen felháborodott unokatestvére, csébi Pogány Gáspár, Menyhért és Boldizsár a “hatalmaskodó” asszonyt perelték be. Ugyanebben az évben a Pogány család birtokai egy részének sorsát hamarosan megtárgyalták. A végső megállapodás 1561-ben született meg, amikor özvegy Brodaricsné csébi Pogány Sára, valamint nagybátyjának csébi Pogány Zsigmondnak a három unokája osztozkodott, illetve elcserélték a zalai és a máramarosi birtokokat. Arra a megállapodásra jutottak, hogy a zalalövői kúria, amelyben osztopáni Perneszy András és felesége, Brodarics Katalin lakott, valamint a hozzátartozó épületekkel Chako és Havas nevű prediális részekkel, Perneszy Zsigmondné Brodarics Kataliné maradtak, és a zalalövői possesioban lévő 3 jobbágytelek Perneszy Farkasné Brodarics Klárának jutottak. Másrészt, habár a csébi nemesi kúria a hozzátartozó javakkal Pogány Sáráé lett, a csébi jobbágytelkek csébi Pogány Péter fia Boldizsáré lettek. A Zala megyei ákosfalvi nemesi kúria és az ákosfalvi possesio teljes birtokrésze Pogány Sáráé lett. A salomvári, más néven Harkal possesió területén Zywrzegh nevű rétből 8 kaszaaljnyit kapott Pogány Sára, és a többin lányával Perneszy Andrásnével osztoztak, Perneszy Farkasnénak viszont a szinten zalai Lakos prédium és az Erenyed possesio promontoriumán lévő szőlők jutottak. A salomvári possesio promontoriuma Pogány Sáráé lett. A csébi promontoriumon hárman osztoztak, és a Zala folyó melletti malomhelyen és jövedelmén Pogány Sára és Perneszy Farkasné osztoztak.
Csébi Pogány Zsigmond máramarosi sókamaraispán gyermeke, csébi Pogány Péter, aki Zalában volt földbirtokos és feleségül vette szerdahelyi Dersfi Erzsébetet. A házasságukból négy fiú- és egy leány gyermek született: Pogány Gáspár, Pogány Boldizsár (fl. 1550–1562), Pogány János (fl. 1550–1596), Pogány Menyhért (fl. 1562), máramarosi alispán és Pogány Anna (fl. 1622), akinek az egyik férje az Illésházy családból származó illésházi Illésházy Tamás, Pozsony vármegye alispánja volt; a másik férje az Ákos nemzetségből származó pölöskefői Eördögh Ferenc, földbirtokos.

### A máramarosi ág
A család ága csébi Pogány Zsigmond máramarosi sókamaraispán és az ismeretlen nevű első feleségétől származik. Unokája, Péter fia, csébi Pogány Menyhért 1562-ben Máramaros alispánja; felesége gönczruszkai Korniss Anna, Korniss Gáspár huszti várkapitány és Dolhay Ilona lánya volt. Ugyanabban az évben, 1562-ben, a Pogány testvérek között történet egy megállapodás. Boldizsár és János, a Zala megyei birtokokat szerezték, és Menyhért a Máramaros megyei birtokokat.
Ez az ága a családnak mai napig is létezik.

## Nevezetes családtagok
- Csébi Pogány I. Péter, Zala vármegye alispánja 1412 és 1415 között.
- Csébi Pogány II. Péter, királyi udvarmester 1499-ben, sembergi kapitány 1486-ban, Pozsony vármegye főispánja 1495 és 1500 között.
- Csébi Pogány Zsigmond máramarosi sókamaraispán, királyi zászlótartó, a királyi tábla ülnöke a Jagelló-korban.
- Csébi Pogány Sára (fl. 1535–1567) földbirtokos asszony. Férje, polyanai Brodarics Mátyás (fl. 1516-1549) királyi kamarás, Máramarosi sókamaraispán.
- Csebi Pogány István (1908–1979) festő
- Csebi Pogány Alajos (1932–2021) ékszerész, gyémántkereskedő, műgyűjtő

## A csébi Pogány család címere
Az eredeti sisakdísz (1326): kiterjesztett két szárnyú csőrében leveles ágat tartó arany sólyom. Valószínűleg a 17. századtól a család címere bővült: kék mezőben arany koronán könyöklő vörös ruhás kar zöld faágat tart, amelyen kiterjesztett szárnyú madár ül. Sisakdísz: pajzsalak. 